# Qawwali
Il qawwali (urdu: قوٌالی, hindi: क़वाली) è la musica sacra dei sufi Cishtiyya del sub continente indiano, la corrente Cishtiyya nacque nella zona dell'attuale Afghanistan. La sua origine risale a più di 700 anni fa. Il qawwali è ancora una tradizione musicale molto viva. In origine era suonata principalmente presso i mausolei Sufi nella zona corrispondente agli attuali Pakistan e India, ora ha una popolarità indiscussa.

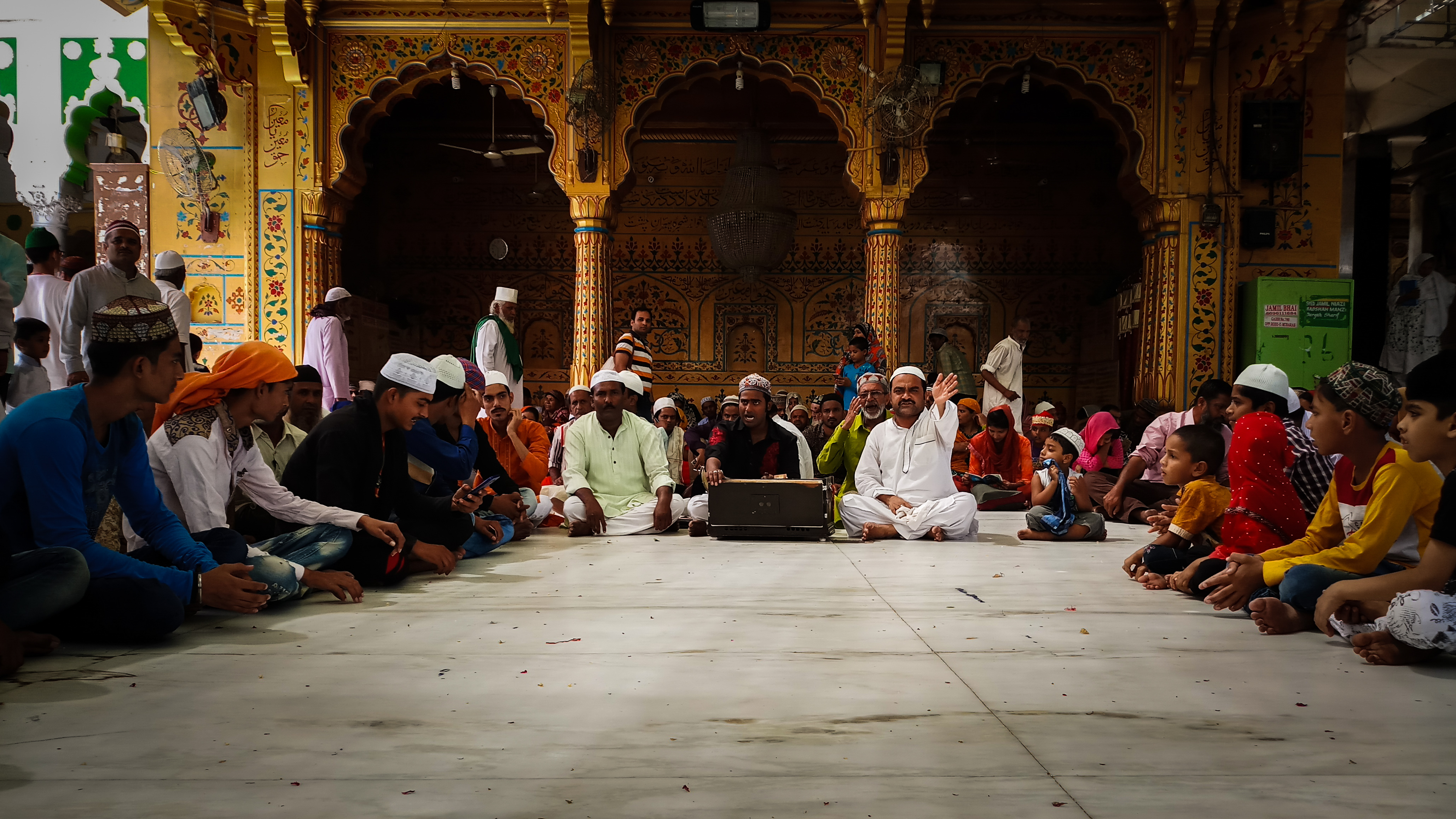
Qawwalî ad Ajmer nel 2018.

Recentemente, la musica Qawwali ha conosciuto un momento di popolarità internazionale attraverso il lavoro del pakistano Nusrat Fateh Ali Khan, che ha collaborato con l'etichetta Real World e con molti musicisti non sufi. Durante le performance, gli ascoltatori e spesso anche i musicisti sono trasportati in uno stato detto di wajad, una specie di trance estatica, durante la quale ci si sente "tutt’uno con Dio": questa è considerata la vetta dell'estasi spirituale sufi.

## Origini
Le radici del Qawwali possono essere ricondotte alla Persia del VII secolo, la tradizione musicale del Samāʿ migrò poi nel sub continente indiano, in Turchia e in Uzbekistan. Rumi e il suo ordine di Sufismo Mevlana hanno propagato il Samāʿ nell'Asia centrale. Si ritiene che Amir Khusrau dell'ordine sufi Cishtiyya abbia fuso insieme la tradizione della musica persiana con la tradizione musicale dell'Asia del sud, in tal modo creando il Qawwali così come la musica classica hindu. La parola Samāʿ è preferita in Asia centrale e Turchia, ma è molto simile al Qawwali. In India, Pakistan e Bangladesh, il nome più formale per una sessione di Qawwali è "Mehfil-e-Samāʿ".

## Contenuto delle canzoni
Le canzoni del repertorio qawwali sono principalmente in urdu e punjabi (in percentuale più o meno uguale), vi sono però anche canzoni in persiano, brajbhasha e siraiki. Il qawwali è anche cantato in lingue regionali, come per esempio il bengali, ma le tradizioni regionali sono relativamente oscure. Anche il suono del qawwali regionale è molto differente dalla forma più diffusa.
La poetica dei testi è implicitamente da intendere in senso spirituale, anche se i testi posso a volte sembrare molto terreni e, addirittura, di carattere edonistico. Il tema centrale del qawwali è l'amore e lo struggimento per la lontananza da Dio.
Il qawwali è classificato in diverse categorie, a seconda del contenuto:
- hamd è una canzone in onore di Allah. Generalmente una seduta di qawwali inizia con un hamd
- naat è in onore al profeta Maometto. L'hamd di apertura è seguito tradizionalmente da un naat.
- manqabat è in onore o del Imam Ali o di un santo sufi. I manqabat in onore di Ali sono cantati nelle riunioni sciite e in quelle sunnite. Quando è cantato, il manqabat segue immediatamente il naat.
- marsiya è una lamentazione sulla morte dei membri della famiglia di Ali nella Battaglia di Kerbela. Ancora una volta, questo è cantato solo nei concerti sciiti.
- ghazal è un canto che appare piuttosto terreno. Vi sono due metafore che sono sviluppate nel ghazal: la gioia del bere e lo struggimento per la separazione dall'amata. Queste canzoni contengono squisite poesie e posso anche essere godute a questo livello, In effetti, in India e in Pakistan, ghazal è anche un differente genere musicale, nel quale le stesse canzoni sono eseguite con uno stile differente, ed in un contesto secolare. In tale contesto le poesie si devono intendere in senso proprio, per quello che dicono e non come metafora di un senso nascosto. Ma nei concerti di qawwali queste canzoni di ubriacature, di struggimento e di passioni sono da intendere come metafore terrene che esprimono l'impetuoso desiderio di unione col divino, e la gioia nell'unione col divino. Nelle canzoni sul vino, questo rappresenta "la conoscenza del divino", l'oste (saaqi) è Dio stesso o una guida spirituale, la taverna è metaforicamente il posto dove l'anima può (o non può) essere cos' fortunata da raggiungere l'illuminazione spirituale. (La "taverna" sta ad indicare che qui non si tratta di una sede di adorazione convenzionale, come una moschea). L'ubriacatura è il raggiungimento della conoscenza spirituale, o l'essere ripieni di gioia e amore per il divino. Nelle canzoni di struggimento, l'anima, essendo stata abbandonata in questo mondo da un amante crudele ed incurante, Dio, canta la sua agonia nella separazione, e la profondità della sua passione e del suo desiderio per la riunione.
- kafi è una canzone in Punjabi, nello stile peculiare dei poeti come Shah Hussain e Baba Bulleh Shah. Due dei più popolari kafi sono Ni Main Jana Jogi De Naal e Mera Piya Ghar Aaya.
- munadjaat è una canzone dove si ringrazia Allah attraverso una varietà di tecniche linguistiche. Di solito è cantata in persiano, e Mevlana Rumi è ritenuto il suo inventore.

## Struttura di una complesso qawwali
Generalmente il gruppo è formato da otto o nove musicisti maschi, le donne sono escluse dalla musica tradizionale musulmana poiché alle donne rispettabili è proibito cantare in presenza di maschi. Vi è un cantante solista principale, uno o due accompagnatori, uno o due harmonium che possono essere suonati da uno dei cantanti o da un terzo musicista e delle percussioni. Se c'è un solo percussionista, questi suona la tabla e la dholak, la tabla con la mano sinistra e la dholak con la destra. Spesso vi sono due percussionisti, in questo caso uno suona la tabla e l'altro la dholak. Infine un coro di quattro o cinque elementi che ripete i versi chiave, e che accompagna le percussioni con il battito delle mani.
I musicisti siedono in due righe, cantante solista, accompagnatori e suonatore di harmonium nella prima riga, il coro e le percussioni nella seconda.
L'harmonium è stato introdotto di recente, lo strumento tradizionale di accompagnamento era il sarangi. Il sarangi deve essere riaccordato tra le canzoni mentre l'harmonium no, per questo oggi si preferisce quest'ultimo.

## Struttura dei brani
Le liriche generalmente sono lunghe dai 15 ai 30 minuti. Tuttavia il brano qawwali più lungo che si trova in commercio dura fino a 115 minuti (Hashr Ke Roz Yeh Poochhunga di Aziz Mian). Il maestro Nusrat Fateh Ali Khan ha almeno due brani che durano 60 minuti.
I qawwali iniziano lentamente e crescono ad un livello molto alto di energia in modo da indurre uno stato ipnotico sia verso il pubblico sia per il musicista. Le canzoni sono di solito organizzate in questo modo:
1. inizio con un preludio strumentale dove la melodia principale è suonata dall'harmonium
2. poi viene l'alap, una lunga melodia tonale improvvisata durante la quale il cantante intona note lunghe, nel raag della canzone da suonare.
3. il cantante solista inizia a cantare alcuni versi di preambolo che non fanno parte del corpo della canzone anche se tematicamente affini. Sono cantate in modo non ritmico, improvvisate dopo il raag e accompagnate dall'harmonium. Dopo che il cantante principale canta un verso, uno dei cantanti accompagnatori ripete lo stesso verso, a volte con improvvisazione propria. Alcuni versi cantati in questa maniera portano al corpo centrale della canzone.
4. Quando inizia la canzone principale intervengono anche la tabla, il dholak e i battiti delle mani. Tutti i membri del gruppo si uniscono nel canto ripetendo i versi. Di solito, né le liriche né le melodie del corpo centrale del pezzo sono improvvisati; in effetti queste costituiscono una tradizione all'interno dei gruppi, in particolare per le stesse linee di discendenza. Al procedere del brano, il cantante principale o uno degli ausiliari può irrompere con un alap. Nusrat Fateh Ali Khan ha reso popolare l'inserzione di un sargam. Il brano solitamente cresce nel ritmo e nella passione, dove ogni cantante cerca di sovrastare gli altri con acrobazie vocali. Alcuni cantanti possono fare lunghi periodi di improvvisazione di sarqam, specialmente quando alternano l'improvvisazione di uno studente. Alla fine il brano termina improvvisamente.

Gli stili di qawwali sono differenti dallo stile occidentale im molti modi. Se una parola inizia per "m" normalmente viene accentuata la vocale che segue, ma nel qawwali si accentua la "m", pronunciando un tono muto. Nel qawwali non vi è distinzione tra voce di petto e voce di gola (le diverse aree del corpo dove la voce risuona a seconda della frequenza della nota). Nel qawwali si canta molto forte e rumorosamente e questo consente di estendere la voce di petto a frequenze molto più alte di quelle utilizzate in occidente, anche se ciò causa più rumore o un suono forzato che non è sempre accetto per il gusto occidentale.

## Artisti
Elenco di alcuni famosi artisti del passato:
Aziz Ahmed Warsi; Bakshi Salamat Qawwal; Aziz Mian Qawwal; Bahauddin Qutbuddin; Fateh Ali Khan; Mubarik Ali Khan; Jafar Husain Khan Badauni; Mohd. Saeed Chishti; Munshi Raziuddin; Nusrat Fateh Ali Khan; Sabri Brothers
Elenco dei più famosi artisti dei nostri giorni:
Abida Parveen; Amjad Sabri; Aziz Nazan; Badar Ali Khan (aka Badr Miandad); Bakshi Javed Salamat; Chhote Aziz Nazan; Fareed Ayaz; Mehr Ali Sher Ali; Nusrat Fateh Ali Khan; Rizwan-Muazzam; 
Waheed and Naveed Chishti.